# Заклюка, Иван Степанович
Иван Степанович Заклюка (1919—1970) — полковник Советской Армия, участник Великой Отечественной войны, Герой Советского Союза (1943).

## Биография
Иван Заклюка родился 6 февраля 1919 года в селе Ксаверов (ныне — Малинский район Житомирской области Украины). В 1936 году переехал в город Константиновка Сталинской области. В 1941 году Заклюка окончил Славянский химико-технологический техникум, после чего работал на Константиновском химическом заводе. В мае того же года Заклюка был призван на службу в Рабоче-крестьянскую Красную Армию. С 1942 года — на фронтах Великой Отечественной войны. Принимал участие в Курской битве, освобождении Украинской ССР. К августу 1943 года лейтенант Иван Заклюка был комсоргом 4-го батальона 248-й отдельной курсантской стрелковой бригады 60-й армии Центрального фронта. Отличился во время освобождения Сумской области Украинской ССР.
Когда возникла необходимость отобрать добровольцев для атаки на немецкий дзот, располагавшийся на небольшой высоте у деревни Неклюевка, Заклюка вызвался первым, а затем отобрал для этой задачи сержанта Карпенко и красноармейца Фильченко. Группа скрытно подобралась к дзоту и забросала его гранатами, а затем ворвались внутрь. В результате боя было уничтожено 20 солдат и офицеров противника, захвачено 2 миномёта, 700 мин к ним, 4 пулемёта, радиостанция. Услышавшие стрельбу немецкие части в деревне подняли тревогу и предприняли контратаку, но благодаря трофейным пулемётам группа успешно отразила её. Подошедший батальон довершил разгром немецких частей. Заклюка уничтожил в рукопашной схватке ещё несколько солдат и офицеров противника, но и сам получил тяжёлое ранение и был отправлен в госпиталь.
Указом Президиума Верховного Совета СССР от 17 октября 1943 года за «образцовое выполнение боевых заданий командования на фронте борьбы с немецкими захватчиками и проявленные при этом мужество и героизм» лейтенант Иван Заклюка был удостоен высокого звания Героя Советского Союза с вручением ордена Ленина и медали «Золотая Звезда» за номером 878.
После окончания войны Заклюка продолжил службу в Советской Армии. В 1946 году он окончил Высшие всеармейские военно-политические курсы, в 1951 году — Военно-политическую академию имени В. И. Ленина. В 1970 году в звании подполковника Заклюка был уволен в запас. Проживал и работал в Симферополе, скончался 25 июня 1986 года.

## Награды
Был также награждён орденами Красного Знамени, Отечественной войны 1-й степени, Красной Звезды, рядом медалей.

## Память
В честь него так же названа улица в Симферополе.